# Arrestos de Ulysses S. Grant

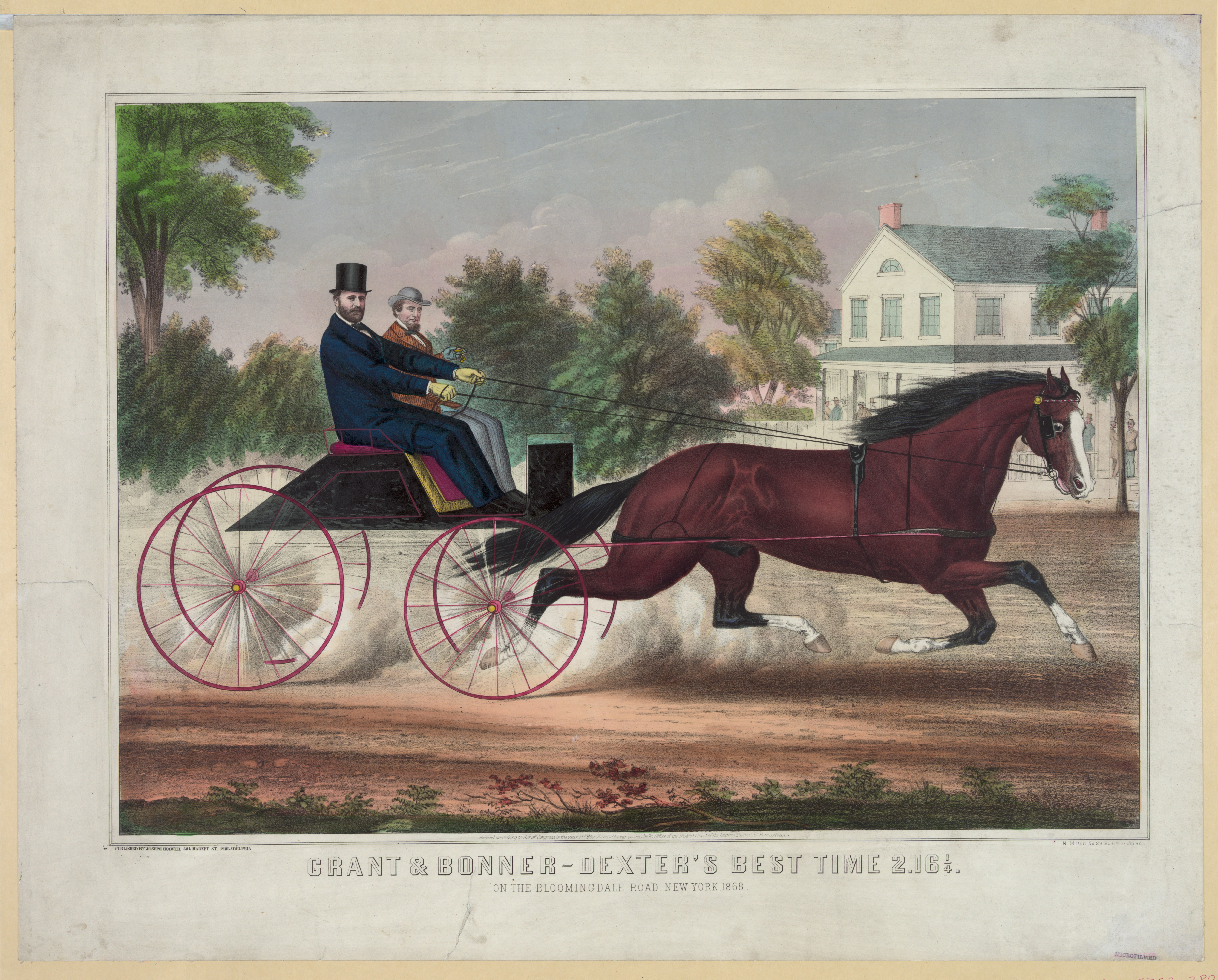
Grant y Robert E. Bonner corriendo en un carruaje en Nueva York, como se muestra en una litografía de 1868.

Hay tres arrestos de Ulysses S. Grant reportados por oficiales del Departamento de Policía Metropolitana del Distrito de Columbia (MPD), todos por exceso de velocidad a caballo. Grant, quien llevó al Ejército de la Unión a la victoria en la Guerra de Secesión, era ampliamente conocido por su destreza como jinete. Los dos primeros arrestos fueron en 1866, cuando Grant era comandante general; se dice que el tercero ocurrió en 1872, cuando Grant se desempeñaba como presidente de los Estados Unidos. Aunque de historicidad cuestionable, el tercero es el más conocido; si ocurriera, esto convertiría a Grant en el único presidente de los Estados Unidos que fue arrestado mientras estaba en el cargo.
Ambos arrestos de 1866 fueron reportados por el National Intelligencer de D. C.. No parece haber evidencia contemporánea de un arresto de 1872, pero desde la década de 1890 en adelante, varios artículos periodísticos sobre el oficial William H. West (fallecido en 1915) incluyeron la afirmación de que había arrestado a Grant en 1872. En un perfil de 1908 en The Sunday Star, la única narración detallada del evento, West dijo que arrestó a Grant por exceso de velocidad en un carruaje tirado por caballos después de una advertencia por hacerlo el día anterior, y que Grant fue llevado a la comisaría, donde depositó $20 ($509 actualmente), que se perdió al día siguiente cuando Grant no compareció ante el tribunal. Otras cuentas difieren, pero generalmente involucran una multa de valor similar, la incautación del carruaje o ambos. Luego de que el MPD aparentara confirmar la veracidad del arresto en 2012, varios medios de comunicación lo aceptaron como un hecho, aunque en algunos casos con reservas. Sin embargo, debido a la falta de documentación contemporánea en un mercado de medios local competitivo, los historiadores del Sitio Histórico Nacional Ulysses S. Grant han cuestionado si el evento ocurrió.
Grant es caracterizado como habiéndose resistido a la autoridad policial en la primera narración y por ser deferente en las dos últimas. La imagen de Grant cediendo a West ha sido citada como un símbolo del estado de derecho, incluyendo en una opinión disidente en la Corte Suprema de Filipinas, en la educación infantil y en discusiones sobre la inmunidad presidencial en los Estados Unidos.

## Arrestos en 1866
El 9 de abril de 1866, cuando Grant era teniente general (promovido más tarde ese año a General del Ejército), el National Intelligencer de D. C. informó que mientras «ejercitaba su rápido rocín gris» en la 14.ª Calle, Grant fue detenido por conducir rápido por dos oficiales del Departamento de Policía Metropolitana del Distrito de Columbia (MPD). Grant se ofreció a pagar la multa, pero «expresó sus dudas sobre su autoridad para arrestarlo y se fue». Varios días después, Grant «reconoció el servicio de una orden de arresto por conducir a alta velocidad y compareció ante el Juez de Paz y pagó la multa». El informe del National Intelligencer se volvió a publicar en periódicos de todo el país, incluido The New York Times. El Daily Richmond Whig y Staunton Spectator agregaron que «fue un mal ejemplo que el general Grant violara una ley, pero peor tratar a los oficiales de la ley con desprecio».
Varios meses después, la edición del 4 de Julio del Richmond Daily Dispatch reimprimió un artículo de National Intelligencer que anunciaba que Grant fue arrestado por segunda vez por exceso de velocidad: «El general se tomó el arresto con muy buen humor, dijo que fue un descuido y se dirigió a la comisaría del segundo recinto y pagó su multa». En ambos arrestos de 1866 participó el oficial S. T. Crown del Séptimo Recinto, apodado «Rarey» Crown por sus «atrevidas hazañas» al perseguir caballos veloces.

## Presunto arresto en 1872

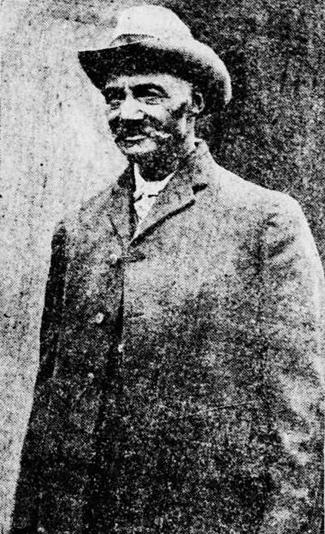
West en 1908.

La afirmación de que Grant fue arrestado mientras estaba en el cargo de presidente está asociada con William H. West, un exsoldado del Ejército de la Unión que se unió al MPD en 1871.
Un artículo de 1897 de The Washington Post habla de «un oficial de policía llamado West que una vez arrestó al presidente Grant por conducir rápido en la avenida Vermont», pero dice que no lo llevaron a la estación de policía. En un artículo de 1901 sobre una acción disciplinaria contra West, el Post dice que «ganó notoriedad poco después de su nombramiento al arrestar al presidente U. S. Grant por andar a caballo en una acera». West se retiró más tarde ese año, y el Post repitió esta versión de los hechos tras la muerte de West en 1915, y también mencionó que «fue elogiado por el presidente». The Sunday Star publicó un breve artículo en 1906 mencionando que West arrestó a Grant por exceso de velocidad en 1872, y en 1908 publicó una entrevista con West sobre el tema, que es el relato principal del presunto arresto.

### Relato de West alStaren 1908
Poco después de que le asignaran su ronda en la 13.ª Calle y M Street, West llega a la escena de un incidente en el que una mujer y un niño pequeño resultaron gravemente heridos por un equipo de caballos a alta velocidad; las infracciones son comunes en esa área debido a la proximidad de Brightwood Trotting Park. Mientras West discute el asunto con los residentes, Grant y varios amigos también vienen corriendo a bordo de sus caballos por la calle, lo que hace que West les ordene que se detengan; Grant logra detener a sus caballos a pesar de su entusiasmo. Le pregunta a West qué quiere, a lo que West responde:
Quiero informarle, señor presidente, que está violando la ley al conducir a alta velocidad por esta calle. Su conducción rápida, señor, ha sentado el ejemplo para muchos otros caballeros. Se está poniendo en peligro la vida de las personas que tienen que cruzar la calle en esta localidad, y recién esta tarde una señora fue atropellada por uno de estos equipos de carreras.
Grant se disculpa, se compromete a seguir el límite de velocidad en el futuro y pregunta por la mujer herida. La respuesta de West lo lleva a reiterar su compromiso de cumplir con las leyes de velocidad. La noche siguiente, nuevamente en la 13.ª Calle y M, West ve pasar una gran cantidad de equipos de caballos; West se dirige a los jinetes. Grant, que lidera la cuadrilla, no puede detenerse durante una cuadra completa, pero finalmente logra controlar a sus caballos y regresa, seguido por otros seis, algunos de los cuales también son funcionarios del gobierno. Sonriendo y luciendo como «un niño de escuela que ha sido atrapado en un acto culpable por su maestro», Grant le pregunta a West si este último cree que ha estado conduciendo a exceso de velocidad. West recuerda su advertencia del día anterior, ante lo cual Grant finge tener mala memoria y culpa a los caballos. West responde,
Lamento mucho, señor presidente, tener que hacerlo, porque usted es el jefe de la nación y yo no soy más que un policía, pero el deber es el deber, señor, y tendré que arrestarlo.
West lleva a Grant a la estación de policía. Grant invita a West a sentarse en el carruaje y le pregunta sobre sus antecedentes. West le cuenta al exgeneral de su propio servicio en la evacuación de Richmond durante la Guerra de Secesión. Grant le asegura a West que no enfrentará consecuencias adversas por arrestarlo. En la estación, Grant deposita $20 ($509 actualmente) como garantía, al igual que los seis compañeros que han conducido a la estación con él, que protestan con más fuerza, para diversión de Grant. La garantía de Grant se pierde al día siguiente cuando no comparece ante el tribunal. Los otros seis se oponen a sus arrestos, pero todos reciben fuertes multas después del testimonio de miembros de la comunidad. Los hombres apelan; Grant trabaja para garantizar que West no sea castigado como resultado de su defensa.
Más tarde, West es asignado a la fuerza montada, donde habla con Grant a menudo sobre asuntos ecuestres. Según el relato de West, después lo llaman especialmente para investigar y luego resuelve el robo de un par de sementales, raros caballos árabes que habían sido un regalo de un sultán durante la gira mundial de Grant.

### Comentarios del MPD y otros relatos
En una narración común que data de 1929 o antes, West agarra el caballo de Grant por las bridas y el caballo lo arrastra 50 pies (15,2 m). Luego reconoce a Grant y se disculpa, a lo que Grant dice: «Oficial, cumpla con su deber» o algo similar.
Un libro del 150 aniversario publicado por el MPD repite la afirmación de que West fue arrastrado 50 pies. El libro contiene varias narrativas alternativas sobre lo que sucedió después del arresto, incluida una en la que la policía incauta el vehículo pero no multa a Grant. En 2012, la jefa del MPD, Cathy Lanier, comentó sobre el arresto de una manera que se percibió ampliamente como una confirmación de su autenticidad. Lanier dio una serie de eventos en los que los oficiales no están seguros de poder acusar a Grant en ausencia de un proceso de destitución y, por lo tanto, lo dejaron en libertad con una multa y confiscaron el vehículo, dejándolo caminar de regreso a la Casa Blanca. A fecha de 2023, el material de capacitación de la academia del MPD hace referencia a los tres arrestos, dice que el tercero ocurrió en 1877 y lo caracteriza en términos similares a los comentarios de Lanier de 2012.

### Historicidad
Un segmento de 2018 en Weekend Edition de NPR incluyó audio del destacado académico de Grant, John F. Marszalek, discutiendo una versión resumida del relato de West; Marszalek había descrito previamente la narrativa a DCist con el prefacio «La historia continúa». Michael S. Rosenwald del Post, al señalar también una publicación en el sitio web de Grant Cottage que trata la narrativa de West como un hecho, concluyó en 2018, según los comentarios de Lanier, que el arresto ocurrió pero que «es casi imposible saber si [el artículo del Star] es toda la verdad y nada más que la verdad»;> Meilan Solly se hizo eco de esto en Smithsonian en marzo de 2023. A principios de abril de 2023, William K. Rashbaum y Kate Christobek de The New York Times también tomaron los comentarios de Lanier como una confirmación, pero reconocieron la aparente falta de documentación antes de que surgiera el relato de West.
En una serie de tuits el mismo día del artículo del Times, el periodista Joshua Benton cuestionó la confiabilidad de los relatos publicados en periódicos de finales del siglo XIX y principios del XX, señalando varias inconsistencias y la falta de relatos supervivientes anteriores a 1897. Más tarde ese mes, el Sitio Histórico Nacional Ulysses S. Grant publicó los resultados de un análisis parcial del registro histórico, y no encontró informes de noticias contemporáneos, lo que hubiera sido inusual dada la presencia de siete diarios en D. C. en ese momento y el hecho que 1872 fue un año de elecciones presidenciales. Continuaron: «La investigación tentativa de otros documentos de fuentes primarias del tiempo no ha logrado producir evidencia definitiva. Además, The Papers of Ulysses S. Grant no proporciona información sobre el arresto de Grant ese año, ni indica que Grant y West mantuvieran una amistad después de 1872».

### Legado
La anécdota del arresto de 1872 se registró como una moraleja (como el cerezo de George Washington) en el periódico de la escuela dominical The Well Spring en 1903 o antes, reproducido más tarde en varias publicaciones educativas.
El académico de Grant, Marszalek, describe como una ironía apropiada y «maravillosa» que un presidente que defendió la igualdad en la Reconstrucción haya sido arrestado por un hombre negro.
El presunto arresto fue citado en una disidencia de 1945 por Gregorio Perfecto de la Corte Suprema de Filipinas, como un ejemplo de «cómo la ley está realmente por encima de todos los hombres». Desde entonces ha llamado la atención en el contexto de los procedimientos legales contra Donald Trump, durante cuya presidencia (2017-2021) muchos debatieron si un presidente en funciones puede ser arrestado; se convirtió nuevamente en un tema de discusión en torno a la acusación y el arresto de Trump en 2023. En Texas Law Review, Saikrishna Bangalore Prakash, profesora de la Escuela de Derecho de la Universidad de Virginia, argumenta que el arresto de Grant y lo que Prakash ve como la «declaración de culpabilidad de facto» de Grant muestra «una buena voluntad de honrar un principio familiar: todo estadounidense es igual ante la ley», contrario a la noción de que el presidente no puede ser arrestado. Del mismo modo, Nicholas Kristof ve el arresto como «un hermoso tributo a la democracia» y al estado de derecho, un repudio a la idea de que «L'État, c'est moi ('El Estado soy yo').